# Lista de deputados estaduais do Ceará da 14.ª legislatura
Essa é uma lista de deputados estaduais do Ceará eleitos para o período 1963-1967. Foram eleitos 65 deputados.

## Composição das bancadas
| Partido | Líder                       | Bancada | Posição      |
| ------- | --------------------------- | ------- | ------------ |
| PSD     | Francisco Diógenes Nogueira | 19 / 65 | Governo      |
| UDN     | Gilberto Soares Sampaio     | 14 / 65 | Governo      |
| PTN     | José Haroldo Martins        | 9 / 65  | Governo      |
| PTB     | Sabino Vieira Cavalcante    | 9 / 65  | Oposição     |
| PSP     | Mozart Gomes de Lima        | 5 / 65  | Independente |
| PST     | Raimundo Ximenes            | 4 / 65  | Oposição     |
| PRP     | Irapuan Pinheiro            | 3 / 65  | Independente |
| PDC     | Amadeu de Araujo Arraes     | 2 / 65  | Oposição     |

## Deputados estaduais
| Número | Deputados estaduais eleitos        | Partido | Votação | Percentual | Cidade onde nasceu   | Unidade federativa |
| 19339  | Abelardo Gurgel Costa Lima         | PTN     | 4.043   |            | Aracati              | Ceará              |
| 52967  | Aécio de Borba Vasconcelos         | PST     | 3.653   |            | Fortaleza            | Ceará              |
| 14857  | Aldenor Nunes Freire               | PTB     | 5.171   |            | Belém                | Pará               |
| 41229  | Almir dos Santos Pinto             | PSD     | 5.470   |            | Lavras da Mangabeira | Ceará              |
| 17317  | Amadeu de Araújo Arraes            | PDC     | 3.542   |            | Campos Sales         | Ceará              |
| 14358  | Anastácio Eudásio Barroso          | PTB     | 5.959   |            | Itapipoca            | Ceará              |
| 22206  | Antônio Afonso Diniz               | UDN     | 4.923   |            | Várzea Alegre        | Ceará              |
| 41465  | Antônio Custódio de Azevedo        | PSD     | 4.701   |            | Sobral               | Ceará              |
| 22157  | Antônio Barros dos Santos          | UDN     | 4.568   |            | Itapiúna             | Ceará              |
| 41695  | Antônio de Melo Arruda             | PSD     | 4.696   |            | Massapê              | Ceará              |
| 14621  | Antônio de Oliveira Castro         | PTB     | 4.159   |            | Acarape              | Ceará              |
| 41891  | Cândido Ribeiro Neto               | PSD     | 5.201   |            | Aurora               | Ceará              |
| 41693  | Mauro Benevides                    | PSD     | 10.834  |            | Fortaleza            | Ceará              |
| 22185  | Cincinato Furtado Leite            | UDN     | 5.040   |            | Santana do Cariri    | Ceará              |
| 41907  | Dorian Sampaio                     | PSD     | 4.502   |            | Rio de Janeiro       | Rio de Janeiro     |
| 22219  | Edson da Mota Corrêa               | UDN     | 4.464   |            | Caucaia              | Ceará              |
| 44742  | Epitácio Quezado Cruz              | PRP     | 2.924   |            | Jardim               | Ceará              |
| 14811  | Erasmo Rodovalho de Alencar        | PTB     | 5.903   |            | Catolé do Rocha      | Paraíba            |
| 41623  | Ernani de Queiroz Viana            | PSD     | 7.468   |            | Caucaia              | Ceará              |
| 41646  | Ésio Pinheiro                      | PSD     | 5.699   |            | Jaguaribe            | Ceará              |
| 22661  | Filemon Fernandes Teles            | UDN     | 5.310   |            | Crato                | Ceará              |
| 17994  | Francisco Alves Sobrinho           | PDC     | 3.982   |            | Acopiara             | Ceará              |
| 19130  | Francisco Aniceto Rocha            | PTN     | 5.979   |            | Uruoca               | Ceará              |
| 41554  | Francisco Castelo de Castro        | PSD     | 6.422   |            | Mombaça              | Ceará              |
| 19640  | Francisco das Chagas Vasconcelos   | PTN     | 4.212   |            | Santana do Acaraú    | Ceará              |
| 41793  | Francisco Diógenes Nogueira        | PSD     | 7.990   |            | Jaguaribe            | Ceará              |
| 14650  | Francisco Vasconcelos de Arruda    | PTB     | 4.417   |            | Massapê              | Ceará              |
| 41497  | Franklin Chaves                    | PSD     | 5.528   |            | Fortaleza            | Ceará              |
| 22659  | Gilberto Soares Sampaio            | UDN     | 4.570   |            | Jardim               | Ceará              |
| 22237  | Guilherme Teles Gouveia            | UDN     | 6.962   |            | Granja               | Ceará              |
| 19918  | Haroldo Sanford de Barros          | PTN     | 6.316   |            | Camocim              | Ceará              |
| 41344  | Hugo de Gouveia Soares Pereira     | PSD     | 9.125   |            | Araripe              | Ceará              |
| 44606  | Irapuan Dinajá Cavalcante Pinheiro | PRP     | 2.470   |            | Solonópole           | Ceará              |
| 41939  | João Batista de Aguiar             | PSD     | 6.039   |            | Massapê              | Ceará              |
| 22227  | João Frederico Ferreira Gomes      | UDN     | 5.107   |            | Sobral               | Ceará              |
| 41867  | Joel Marques                       | PSD     | 7.236   |            | Tauá                 | Ceará              |
| 22632  | José Adauto Bezerra                | UDN     | 8.364   |            | Juazeiro do Norte    | Ceará              |
| 52313  | José Blanchard Girão Ribeiro       | PST     | 3.789   |            | Acaraú               | Ceará              |
| 41751  | José Corrêa Pinto                  | PSD     | 6.504   |            | Fortaleza            | Ceará              |
| 41955  | Joaquim de Figueiredo Correia      | PSD     | 5.347   |            | Várzea Alegre        | Ceará              |
| 14586  | José Firmo de Aguiar               | PTB     | 4.673   |            | Massapê              | Ceará              |
| 52263  | José Fiúza Gomes                   | PST     | 3.747   |            | Caucaia              | Ceará              |
| 19579  | José Haroldo Magalhães Martins     | PTN     | 5.580   |            | Santa Quitéria       | Ceará              |
| 22129  | José Mário Mota Barbosa            | UDN     | 5.839   |            | Maranguape           | Ceará              |
| 22809  | José Napoleão de Araújo            | UDN     | 4.572   |            | Brejo Santo          | Ceará              |
| 46201  | José Pontes Neto                   | PSP     | 5.690   |            | Massapê              | Ceará              |
| 14690  | José Simões dos Santos             | PTB     | 4.743   |            | Russas               | Ceará              |
| 44232  | Lourival do Amaral Banhos          | PRP     | 3.078   |            | Fortaleza            | Ceará              |
| 22245  | Manuel Castro Filho                | UDN     | 7.203   |            | Morada Nova          | Ceará              |
| 22772  | Manoel Rodrigues dos Santos        | UDN     | 6.695   |            | Cariré               | Ceará              |
| 46270  | Mozart Gomes de Lima               | PSP     | 4.459   |            | Crato                | Ceará              |
| 41862  | Murilo Rocha Aguiar                | PSD     | 6.855   |            | Camocim              | Ceará              |
| 19697  | Obi Viana Diniz                    | PTN     | 5.072   |            | Cedro                | Ceará              |
| 14408  | Oriel Mota                         | PTB     | 5.950   |            | Iguatu               | Ceará              |
| 46102  | Plácido Aderaldo Castelo           | PSP     | 4.750   |            | Mombaça              | Ceará              |
| 19615  | Francisco Jorge de Abreu           | PTN     | 4.566   |            | Jucás                | Ceará              |
| 22652  | Quintílio de Alencar Teixeira      | UDN     | 5.315   |            | Icó                  | Ceará              |
| 52736  | Raimundo Ferreira Ximenes Neto     | PST     | 4.966   |            | Fortaleza            | Ceará              |
| 41458  | Raimundo Gomes da Silva            | PSD     | 7.747   |            | Uruburetama          | Ceará              |
| 46223  | Raimundo Ivan Barroso de Oliveira  | PSP     | 4.773   |            | Fortaleza            | Ceará              |
| 19875  | Rigoberto Romero de Barros         | PTN     | 5.364   |            | Itapipoca            | Ceará              |
| 14906  | Sabino Vieira Cavalcante           | PTB     | 3.926   |            | Pedra Branca         | Ceará              |
| 46720  | Samuel Lins Cavalcante             | PSP     | 4.699   |            | Crateús              | Ceará              |
| 41486  | Stênio Dantas de Araújo            | PSD     | 4.834   |            | Missão Velha         | Ceará              |
| 19749  | Themístocles de Castro e Silva     | PTN     | 5.183   |            | Canindé              | Ceará              |